# Cycas falcata
Cycas falcata es una especie de Cycadopsida del género Cycas, de la familia Cycadaceae, del orden Cycadales.

## Distribución
Cycas falcata se distribuye por Indonesia (Sulawesi Selatan, Sulawesi Tenggara).

## Taxonomía
Fue descrita científicamente por el botánico australiano Kenneth D. Hill. Fue publicado por primera vez en Kew Bulletin 54(1): 209. en 1999.